# Federico Paghi
Federico Paghi (Follonica, 20 settembre 1962) è un ex hockeista su pista e allenatore di hockey su pista italiano.
È stato campione del Mondo con la nazionale italiana a La Coruña 1988.

## Biografia
Cresce hockeisticamente nel Follonica Hockey con cui debutta alla giovane età di 16 anni in Serie A1. Rimane a Follonica fino all'estate del 1987 vincendo una Coppa Italia nella stagione 1981-82. Si trasferisce poi al Beretta Salumi Hockey Monza. Nelle due stagioni in Brianza vince una Coppa Italia, una Coppa CERS e soprattutto viene convocato in Nazionale con cui vincerà il Mondiale nel 1988. Torna in Maremma nelle file dell'Hockey Club Castiglione, poi Hockey Club Correggio, Hockey Club Lodi ed infine ancora Monza dove chiude la sua carriera da giocatore.
Nel 2006 decide di intraprendere la carriera da allenatore, seguendo le giovanili del Follonica Hockey.
Nel 2007-08 guida la neopromossa Hockey Club Castiglione alla salvezza e si ripete ancora la stagione successiva, sfiorando per un punto i Play-Off scudetto.
Nel 2009-2010 è stato l'allenatore del Follonica Hockey con cui ha vinto la Coppa Italia.
Dopo un anno di inattività, nella stagione 2011-2012 è al Pordenone Hockey con cui disputa il campionato di Serie A2.
Dall'11 maggio 2020 è l'allenatore del Circolo Pattinatori Grosseto, ammesso alla serie A1 2020-2021.

## Palmarès

### Club

#### Competizioni nazionali
- Coppa Italia: 2

Follonica Hockey: 1981-1982
Hockey Club Monza: 1988-1989

#### Competizioni internazionali
- Coppa CERS: 1

Hockey Club Monza: 1988-1989

### Nazionale
- Campione del mondo 1988 a La Coruña (Spagna)